# بار مائي

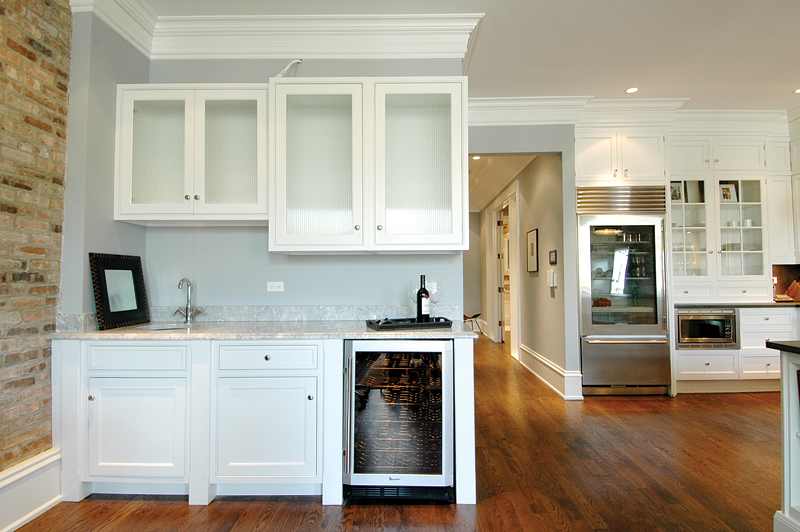
بار صغير به ثلاجة بجاور المطبخ

البار المائي أو البار الرطب أو البار المُبلل (بالإنجليزية: Wet bar)‏ هو بار صَغير يُستخدم لخلط المشروبات الكحولية كما أنه يختلف عن البارات العادية حيث يحتوي على حوض به ماء جاري. يمكن أن يزيد البار المائي من معدل المشروبات المقدمة بسبب وجود أحواض بها ماء جارية مما يسمح بتنظيف الأكواب فورًا. يمكن أن تستخدم هذه الأحواض في إضافة المياه إلى تلك المشروبات.
توجد البارات المائية في المنزل للأغراض الترفيهية. يُعد الطابق السفلي هو أنسب مكان للبار المائي. تُعد البارات سهلة نسبيًا في البناء، وبالتالي يقوم العديد من مالكي المنازل بتحويل البارات الصغيرة إلى مشاريع تسُمى (أفعل ذلك بنفسك). قامت الفنادق مؤخرًا بدمج البارات المائية داخل غرف النزلاء، وينبغي على النزلاء دفع مبلغ من المال مقابل استخدام المشروبات الموجودة في البار. إن هذا مفيد لصنع المشروبات المبردة والحفاظ على المخاليط المصنوعة سابقًا.